# Keith Andrews (kierowca wyścigowy)
Keith Andrews (ur. 15 czerwca 1920 w Denver, zm. 15 maja 1957 w Indianapolis) – amerykański kierowca wyścigowy. 
W karierze wziął udział w dwóch wyścigach Indianapolis 500, lecz żadnego z nich nie ukończył. W pierwszym z nich, 30 maja 1955 wystartował z 28. pola, ale w jego samochodzie zapłon odmówił posłuszeństwa. W drugim zaś, jego oznaczony numerem 89 Kurtis Kraft 500B wpadł w poślizg. Keith Andrews zmarł rok później w wyniku obrażeń jakich doznał w wypadku podczas przygotowań do kolejnego wyścigu Indianapolis 500.